# Ерагон (филм)
Ерагон је енглеско-амерички научнофантастични филм из 2006. године, снимљен по истоименом роману Кристофера Паулинија. У насловној улози је Ед Спилерс, а у осталим улогама су Џереми Ајронс, Сијена Гилори, Роберт Карлајл, Џон Малкович и други.

## Радња
Син фармера по имену Ерагон проналази у планинама чудан плави камен из којег се касније излеже змај. Према једном древном пророчанству, дечак је последњи јахач змаја који је спасио земљу од тираније злог краља Галбаторикса. 
Радња се одвија у земљи Алагесија, коју насељавају вилењаци, гномови и други бајковити ликови. Главни лик је седамнаестогодишњи момак Ерагон - последњи од некада моћних јахача змајева.
Једног дана, Ерагон проналази змајево јаје, након чега му је суђено да подигне и одгаји змаја, коме је дао име Сафира, и учествује у великом рату да ослободи своју земљу од Галбаторикса, који је, као коњаник, побио све своје јахаче, пријатеље и приграбио власт. 

## Улоге
| Глумац           | Улога         |
| ---------------- | ------------- |
| Ед Спилерс       | Ерагон        |
| Џереми Ајронс    | Бром          |
| Сијена Гилори    | Ајра          |
| Роберт Карлајл   | Дурза         |
| Џон Малкович     | Галбаторикс   |
| Гарет Хедлунд    | Муртаг        |
| Алун Армстронг   | Гаро          |
| Кристофер Еган   | Роран         |
| Геру Луис        | Хротгар       |
| Џимон Хансу      | Аџихад        |
| Рејчел Вајс      | Сафира (глас) |
| Стив Спирс       | Слоун         |
| Џош Стоун        | Анђела        |
| Каролина Чикензи | Насуада       |